# Нуцлео Сере (Пезаро и Урбино)
Нуцлео Сере је насеље у Италији у округу Пезаро и Урбино, региону Марке.
Према процени из 2011. у насељу је живело 16 становника. Насеље се налази на надморској висини од 246 м.